# Nande Wielink
Nande Wielink (Hoogeveen, 21 juni 1998) is een Nederlands voetballer die als verdediger speelt.
Wielink begon met voetballen bij de jeugd van SV Nieuw Balinge. In 2010 werd hij opgenomen in de jeugdopleiding van PEC Zwolle. In 2013 moest hij de opleiding van de Zwollenaren verlaten waarna hij op advies van Albert van der Haar werd opgenomen in de jeugdopleiding van FC Emmen. Op 14 oktober 2016 maakte hij zijn debuut voor FC Emmen in de wedstrijd FC Eindhoven - FC Emmen (0-1). Begin 2018 ging hij voor het Duitse SC Spelle-Venhaus spelen in de Oberliga Niedersachsen.